# Jean Gerson
Jean Charlier de Gerson (Johannes Gerson; 13 de dezembro de 1363 — Rethel, perto de Ardennes, 12 de julho de 1429), chamado de Doctor christianissimus, foi teólogo, erudito, educador, filósofo, pregador, reformador e poeta francês, além de chanceler da Universidade de Paris. Exerceu papel relevante no processo que culminou com a condenação à morte de Jan Hus (1371-1415) e de Jerônimo de Praga (1365-1416). Escreveu o tratado "Sobre o poder eclesiástico" (1417), defendendo a tese de que o concílio incontestavelmente detém o poder supremo na Igreja.

## Biografia

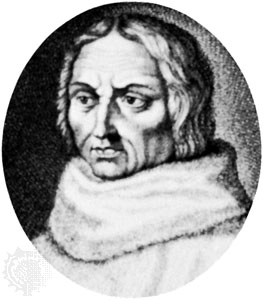
Jean Gerson (1363-1429)

Estudou no Colégio de Navarra, em Paris, e se doutorou em teologia em 1393. Em 1395, sucedeu a Pierre d'Ailly (1351-1420) no cargo de chanceler da Universidade de Paris, sendo nomeado posteriormente Bispo de Puy, arcebispo de Cambrai e cardeal. Após o assassinato do Duque de Orléans, em 1408, acusou o Duque de Borgonha, como autor do assassinato e condenou Jean Petit (1360-1411), que o defendia.
Sua firmeza também se evidenciou em relação à Igreja: quando foi intransigente contra as doutrinas consideradas heréticas, tal qual no Concílio de Pisa e no Concílio de Constança, no qual contribuiu com a morte de Jan Hus e de Jerônimo de Praga, sustentando com força os direitos à autonomia da igreja galicana, e combatendo todo relaxamento dos costumes eclesiásticos, reivindicando a superioridade do poder do concílio dos bispos em relação ao do papa e se empenhou em por um fim ao Cisma do Ocidente.
Após o Concílio de Constança não conseguiu voltar à França devido às desordens que se produziram, e se retirou para a Baviera. Durante este exílio, compôs as Consolações da Teologia, sua obra em quatro volumes. Dois anos depois, voltou à França, porém, não tomou parte em nenhum assunto político e se retirou para o convento lionês dos Celestinos, escrevendo e ensinando. 

## Teologia
Como teólogo, tentou elaborar uma teologia mística que se opunha à teologia escolástica. Personagem de transição entre a Idade Média e o Renascimento, buscou um acordo entre formalista e deterministas, condenou Duns Scot e a Juan de Ripa, os quais multiplicaram as essências e introduziram nos conceitos de Deus, formas metafísicas e razões ideais, de tal maneira que o Deus resultante se tornou uma construção intelectual arbitrária. Condenou também a identificação platônica de Deus com o Bem ou com uma natureza neoplatonicamente necessária, reivindicando a primazia da vontade e da liberdade divina, essencial, em seus conceitos, ao cristianismo, já que a primazia da vontade divina anula qualquer certeza demonstrativa no relacionamento com Ele.

## Obras

Opera omnia, 1706

- Cinquante-Cinq Sermons et Discours (1389 - 1413)
- Consolatio theologiae (1414-1419)
- Contra vanam curiositatem in negotio fidei (1402)
- De auferibilitate papae ab ecclesia (1409, 1417)
- De consolatione theologiae (1418)
- De distinctione verarum visionum a falsis (1401-2)
- De duplici logica (Les deux logiques, 1401) ;
- De examinatione doctrinarum (1423).
- De modo pacificandi, reformandi ac uniendi Ecclesiam
- De modo se habendi tempore schismatis (ca. 1401)
- De mystica theologia tractatus primus speculativus. Sur la théologie mystique (rédigé en 1408 à partir de cours datant 1402-1403, publié en 1422/23) ; trad. Marc Vial, Vrin, 2005, 235 p.
- De probatione spirituum (1415)
- De restitutione obedientiae (1400)
- De universitate ecclesiae (1409)
- Ionnis Gersonii, Opera omnia, editor L. E. Dupin, Antwerpen, 5 vol., 1706
  - Opera dogmatica de religione et fide.
  - Quae ad ecclesiasticam et disciplinam pertinent.
  - Opera moralia.
  - Exegetica et miscellane.
  - Monumenta omnia quae spectant ad condemnationem.
- La Montagne de contemplation (1397)
- Neuf Discours ou Sermons de doctrine (1404-1413)
- Œuvres complètes, Paris-Tournai, 1961-1965
- Seize Sermons prêchés devant la cour (1389-1397)
- Teologia mistica, Roma, 1992
- Trente Sermons prêchés en paroisse (1401-1404)
- Vivax Rex, Veniat Pax (avant 1413)
- Tratados sobre:
  - la médecine de l'âme (a medicina da alma)
  - la Mendicité spirituelle (a pobreza espiritual)
  - l'A.B.C. des gens simples (o ABC das pessoas simples)
  - l'Art de bien vivre et de bien mourir (a arte de viver e morrer bem)
  - le Dialogue spirituel (o diálogo espiritual)
  - le Triparti (o tripartite)
  - l'Examen de conscience et la confession (o exame de consciência e a confissão)
  - parlement secret de l'homme contemplatif à son âme (parlamento secreto do homem contemplativo para sua alma)
  - Vision (Visão, obra póstuma, 1492).